# ОШ „Јован Грчић Миленко” Беочин
ОШ „Јован Грчић” Беочин је једна од две основне школе на територији Општине Беочин и у њој наставу похађају ученици из места: Беочин, Беочин село, Раковац и Черевић.
Школа је добила име по Јовану Грчић Миленку (1846—1875), српском песнику и лекару, рођеном у Черевићу. 
Располаже са фискултурном салом, двадесетпет класичних учионица и пет кабинета, у којима се, поред редовне наставе, организују рад више секција, културне манифестације и спортске активности.